# Casa Confetti
Casa Confetti is een gebouw op het Utrechtse universiteitsterrein Utrecht Science Park. In de woontoren bevinden zich 257 zelfstandige en 120 onzelfstandige studentenwoningen.
Opdrachtgever van de bouw van deze torens was SSH Utrecht in samenwerking met zeventien andere woningcorporaties, het ontwerp is afkomstig van Architectenbureau Marlies Rohmer. De aanvang van de bouw was in 2006. De bouw heeft twee jaar in beslag genomen. De oplevering vond plaats in 2008. Bij de opening van de inschrijving waren er meer dan 2500 aanmeldingen.

## Naamgeving
Casa Confetti dankt haar naam aan de kleurrijke panelen die de gevel van het pand sieren. Bij het ontstaan van het ontwerp op de tekentafel heette het project al 'Smarties', naar de veelkleurige chocoladesnoepjes. Het idee hierachter is dat de ramen een geheel vormen met de kleurvlakken, wat van een afstand oogt als een schubachtige grijze textuur - maar wat van dichterbij een veelkleurig mozaïek blijkt, evenals de diversiteit van de bewoners van het pand.

## Het ontwerp
Voor de bouw van Casa Confetti was de vlakte een grasveld en bebouwing gelegen tussen de diverse Universitaire gebouwen, met aan de ene zijde het Willem C. van Unnikgebouw met het Marinus Ruppertgebouw er aan vast, en aan de andere zijde bebouwing van het Bestuursgebouw welke direct verbonden was aan de oude bibliotheek. Parnassos, toen nog de Uitwijk geheten, gebruikte een gedeelte van dit grasveld voor vrijwilligers die zich bezighielden met tuinieren, en studenten konden zich hier tussen de colleges verpozen.

### Gerealiseerd ontwerp
De woontoren is 51 meter hoog, en telt 15 verdiepingen. Boven op de studentenflat bevindt zich een dakterras van 600 vierkante meter.

### Verdeling woontypen
Er zijn verschillende woontypen in de woontoren vertegenwoordigd, verspreid over de 15 etages. Er wonen 377 mensen in de toren:
- 257 bewoners in eenpersoonshuizen
- 60 bewoners in 20 driepersoonshuizen
- 60 bewoners in 15 vierpersoonshuizen

De eenpersoonshuizen bestaan uit een kamer met daarin ook een keukenblok, en een badkamer. Daarnaast bevindt zich op elke verdieping nog een gemeenschappelijke ruimte. In de meerpersoonshuizen bevindt zich naast één kamer per bewoner een huiskamer met keuken en een gezamenlijke douche en toilet.

### Achterliggende waarden ontwerp
Het ontwerp van Casa Confetti is gemaakt door Architectenbureau Marlies Rohmer, die hebben nagestreefd samenhang en karakter te geven aan het universiteitsterrein door gebruik van contrast tussen bebouwing en omliggend terrein. Dit is een voortgang op een eerder ontwikkeld concept afkomstig van Rem Koolhaas en Art Zaaier. Volgens dit principe verrezen eerder op het Utrecht Science Park (destijds de Uithof) al de studentenwoningen aan de Cambridgelaan; ook wel Uithof-I. En ook het studentencomplex De Bisschoppen; of Uithof-II is volgens dit principe tot stand gekomen. Casa Confetti; ook wel Uithof-III, is de derde uitbreiding van woongelegenheid op de Uithof. Concreet betekent dit eerdergenoemde concept dat de bebouwing in eenzelfde strook geschiedt, waardoor de gebouwen van de Universiteit Utrecht en de hogeschool als een eiland te midden van een landelijke omgeving liggen.

## Casa Confetti in het nieuws
Gedurende het bouwproces kwam Casa Confetti in het nieuws door het omvallen van een hijskraan van ruim zestig meter hoog. Dit ongeluk gebeurde op donderdag 18 januari 2007 omstreeks 11.10 uur, tijdens een storm. Bij dit ongeluk, waarbij de kraan boven op het naastgelegen Marinus Ruppertgebouw viel, een van de omliggende universiteitsgebouwen, raakten enkele mensen gewond; drie liepen rug- en nekletsel op, een verzwikte enkel en iemand had bloedingen aan het hoofd en schaafwonden. Gezien het feit dat dit een gebouw is waar college wordt gegeven en het een doordeweekse dag was had het slechter kunnen aflopen; er waren veel studenten aanwezig.
Op zondag 22 november 2009 viel tijdens stormachtig weer een van de gekleurde panelen van de voorgevel op de aanliggende busbaan. Hierbij deden zich geen persoonlijke ongelukken voor.
Op woensdag 4 januari 2012, ook tijdens stormachtig weer, brak er een uitslaande brand uit op de zevende verdieping.